# Piet van Dartelen
Pieter Johannes (Piet) van Dartelen (Amsterdam, 5 maart 1898 - Zandvoort, 20 februari 1982) is een Nederlandse dammer. Hij nam achttien maal deel aan het Nederlands kampioenschap dammen. Hierbij werd hij vijfmaal derde en eenmaal tweede. 
In 1925 vertegenwoordigde hij Nederland op het wereldkampioenschap dammen in Parijs. Hierbij behaalde hij een zevende plaats.
Hij woonde in Haarlem.

## Palmares

### dammen
- 1920: 6e NK - 9 uit 9
- 1924: 4e NK - 13 uit 11
- 1925:  NK - 13 uit 12
- 1926: 4e NK - 11 uit 12
- 1927: 5e NK - 7 uit 7
- 1930: 5e NK - 10 uit 10
- 1931:  NK - 10 uit 9
- 1932:  NK - 7 uit 7
- 1933:  NK - 12 uit 9
- 1934: 4e NK - 9 uit 9
- 1935: 9e NK - 5 uit 9
- 1936: 4e NK - 12 uit 11
- 1938: 10e NK - 8 uit 11
- 1940: 10e NK - 8 uit 11
- 1941:  NK - 9 uit 8
- 1942: 5e NK - 9 uit 9
- 1943:  NK - 13 uit 11
- 1944: 7e NK - 14 uit 13